# Fernando Cavenaghi
Fernando Cavenaghi (nascut a O'Brien, Argentina, el 21 de setembre de 1983) és un futbolista professional argentí. El seu últim equip va ser l'APOEL FC de la Lliga xipriota.

## Carrera futbolística

### River Plate
Cavenaghi començà a jugar al futbol a l'edat de tres anys. Finalment als 12 anys s'integrà a l'escola de formació del River Plate. No va penedir-se, ja que amb setze anys fou convocat pel primer equip. Així debutà amb el River Plate la temporada 2000-2001, on aconseguí un gol durant els cinc partits que va disputar. Durant l'estada al primer equip del River Plate coincideix amb jugadors com Pablo Aimar, Javier Saviola, o el Burrito Ariel Ortega. La seua trajectòria a la lliga argentina fou impecable, 55 gols amb 88 partits. Tot i això, hi ha un gol que serà molt recordat i fou el de la victòria a la mítica Bombonera contra el Boca Juniors. A banda de deixar un gran recital de gols també col·laborà amb la contribució de tres torneigs de Clausura (2002, 2003 i 2004). A nivell personal s'embutxacà el títol de màxim golejador del torneig Clausura 2002 amb 15 gols.

### Spartak de Moscou
La temporada 2004-2005 fitxà per l'Spartak Moscou, per una xifra pròxima als 11.5M$. Mai acabà de triomfar en les gèlides terres moscovites, tot i això hi disputà més de seixanta partits oficials amb l'equip rus. Finalment, al desembre del 2006, a pròpia petició de l'argentí, el jugador va ser declarat transferible per una xifra pròxima als 12M$.

### Girondins Bordeaux

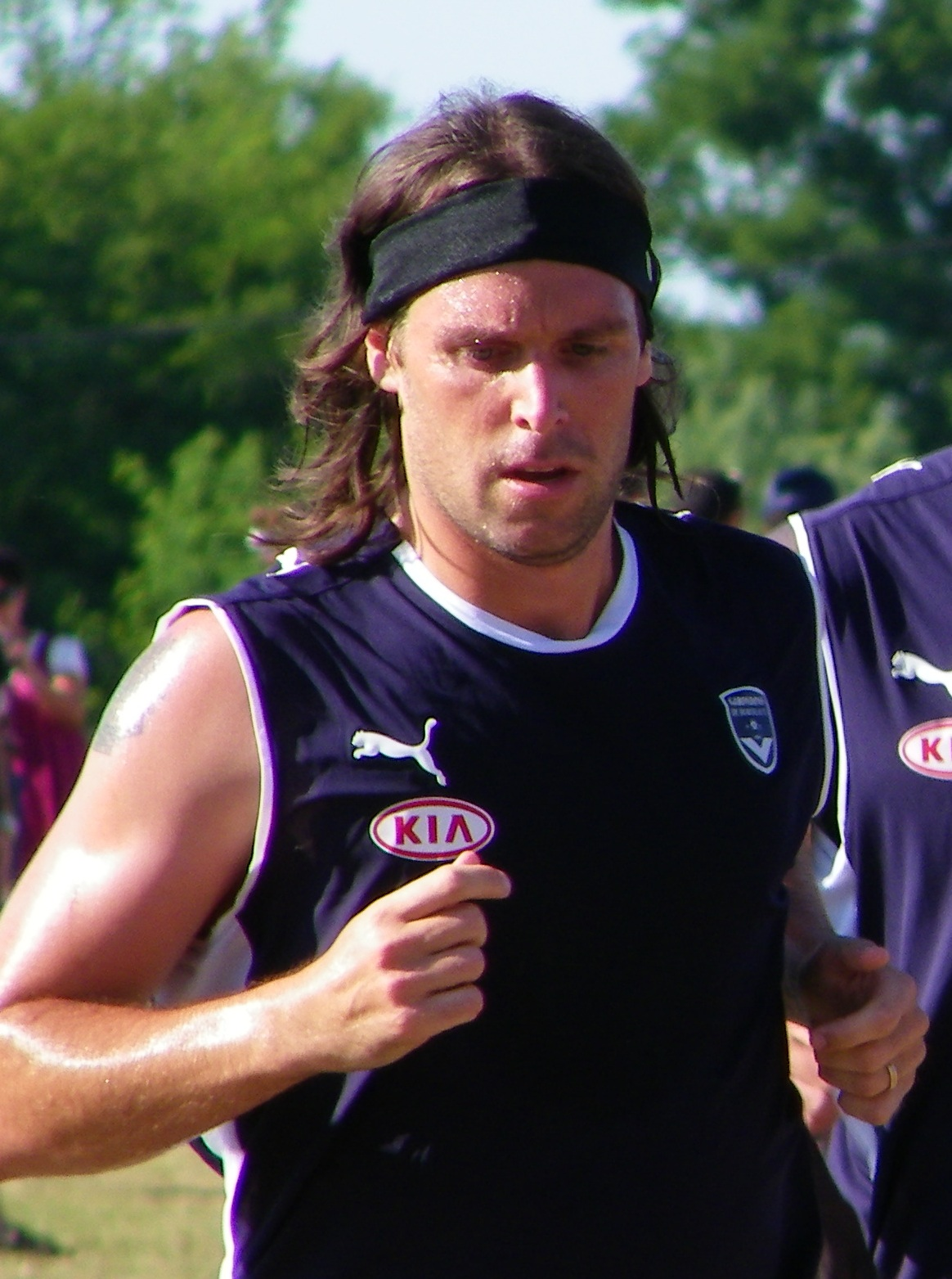
Cavenaghi entrenant amb el Girondins de Bordeus

Finalment durant el mercat d'hivern de la temporada 2006-2007 és traspassat al Girondins Bordeaux, el club al qual pertany actualment. El fitxatge es va tancar amb un acord pròxim als 13M$. El 3 de febrer de 2007 debutà amb el seu nou equip a la Ligue 1.
Amb l'equip francès ha guanyat tres títols, una Lliga, una Copa i una Supercopa, aquest últim va ser el primer títol que va guanyar com a jugador al vell continent.
Les seues bones actuacions amb l'entitat francesa li han valgut fins i tot la internacionalitat amb la seua selecció.

### RCD Mallorca
Després d'una temporada on la seua participació amb l'equip francès es veié disminuïda, i després de les baixes significatives dintre de les files del Girondins, amb les marxes de Yoann Gourcuff i de Marouane Chamakh arribà a un acord amb el RCD Mallorca per a jugar-hi cedit durant una temporada. El seu debut és el 29 d'agost en la primera jornada de Lliga davant el Reial Madrid, i el seu primer gol va ser contra la Reial Societat, contra qui marcà per partida doble estrenant-se així en el seu casiller personal dins la lliga espanyola.

### Sport Club Internacional
Després d'un pobre rendiment durant la primera volta de la Lliga espanyola i no comptar per al tècnic Michael Laudrup, Cavenaghi marxà a Brasil, on va fitxar per l'Internacional de Porto Alegre del Campionat brasiler de futbol.

### River Plate (2a etapa)
Cavenaghi tornà a casa després de desvincular-se del Girondins Bordeaux, equip que encara conservava la seva fitxa. Així, el 7 de juliol de 2011, es va fer oficial el seu traspàs al River Plate. La tornada a casa, igual que la del Chori Domínguez, va ser per amor i amb voluntat d'ajudar els millonarios, que havien descendit a la Primera B Nacional.

### Vila-real CF
Després d'haver aconseguit l'objectiu de retornar River Plate a la primera divisió va tornar a passar a Europa, aquest cop amb el Vila-real CF. En el seu debut oficial amb el "submarí groguet" va aconseguir dos gols, en la remontada 1-2 contra el Reial Madrid Castella.
Després d'una rendiment molt pobre, durant el mercat d'hivern del 2013, va ser traspassat al CF Pachuca mexicà.

### CF Pachuca
El 30 de gener de 2013 s'oficialitzà el seu fitxatge pel Pachuca. Arribà com a últim reforç per al torneig Clausura 2013.

### River Plate (3a etapa)
Després de la seua aventura mexicana el jugador va tornar al seu equip, el River Plate. Ho feia 559 dies després d'haver jugat el seu últim partit en l'ascens de l'equip millonario a Primera. El jugador va signar un contracte per un any i mig. Amb el River va guanyar la Copa Libertadores 2015, després de més de 10 anys. Al finalitzar el partit va anunciar que abandonava la disciplina millonària.

### APOEL FC
Després de la seva darrera etapa al River el jugador va marxar a jugar la lliga xipriota, on va signar un contracte de dues temporades amb l'APOEL. En el seu primer partit amb l'equip xipriota, Cavenaghi va marcar dos gols.

### Selecció
Cavenaghi ha debutat amb la selecció argentina absoluta. En les categories inferiors també participà en el Campionat del Món sub-20 2003, on tot i quedar eliminat a semi-finals, aconseguí també el títol de màxim golejador del torneig amb 4 dianes.

## Palmarès

### Equips
- Campió del torneig Clausura amb el River Plate les temporades 2002, 2003 i 2004.
- Campió de la Ligue 1 amb el Girondins Bordeaux la temporada 2008-09.
- Campió de la Supercopa Francesa amb el Girondins Bordeaux les temporades 2008 i 2009.
- Campió de la Copa de la Lliga amb el Girondins Bordeaux les temporades 2007 i 2009.
- Campió de la Primera B Nacional amb el River Plate 2011-2012.

### Individual
- Màxim golejador del campionat argentí de futbol: 2002 Clausura